# S10
Stien den Hollander (pronunciación en neerlandés: /stin dɛn ˈɦɔlɑndər/; Hoorn, 8 de noviembre de 2000), conocida profesionalmente como S10 (pronunciado [ɛsˈtin]), es una cantante, rapera y compositora neerlandesa. Comenzó su carrera musical en 2016 y firmó con el sello discográfico neerlandés de hip hop Noah's Ark en 2017. En 2019, lanzó su álbum de estudio debut Snowsniper, con el que ganó un premio Edison. Den Hollander representó a los Países Bajos en el Festival de la Canción de Eurovisión 2022 y su canción es la primera candidatura interpretada en neerlandés desde 2010.

## Primeros años y educación
Den Hollander y su hermano gemelo nacieron el 8 de noviembre de 2000 en Hoorn, Holanda Septentrional. Desde su nacimiento, ha tenido poco o ningún contacto con su padre biológico. Creció entre Hoorn, donde asistió a la escuela secundaria, y Abbekerk. Después de completar el plan de estudios MAVO en 2018, ha estado estudiando en la Herman Brood Academie en Utrecht.
A lo largo de su adolescencia sufrió problemas de salud mental, que incluyeron alucinaciones auditivas y depresión. Cuando tenía 14 años fue ingresada en un hospital psiquiátrico tras un intento de suicidio.

## Carrera profesional
En 2016, la cantante autolanzó su primer miniálbum Antipsychotica, que grabó con sus auriculares Apple y subió a la plataforma de distribución de audio en línea SoundCloud. Poco después de la publicación, fue descubierta por el rapero Jiggy Djé y firmó con su sello discográfico Noah's Ark en 2017. Un año después, lanzó un segundo miniálbum, titulado Lithium. En sus canciones, su lucha contra la enfermedad mental es un tema importante, y ambos miniálbumes llevan el nombre de tipos de medicamentos psiquiátricos.
En 2019, se lanzó su álbum debut Snowsniper. El título es una referencia al francotirador finlandés Simo Häyhä, que Den Hollander describió en los medios que iba "sobre la frialdad, la soledad" y que "en esencia, un soldado lucha por la paz, así como yo lucho por la paz conmigo misma". El álbum recibió un premio Edison en febrero de 2020. En noviembre del mismo año, lanzó su segundo álbum de estudio Vlinders, que alcanzó el puesto número 5 en el Top 100 de álbumes neerlandeses.
En 2021, Den Hollander alcanzó el éxito con el sencillo "Adem je in", que escribió junto a Jacqueline Govaert. El 7 de diciembre de 2021, se anunció que había sido seleccionada por la emisora neerlandesa AVROTROS para representar a los Países Bajos en el Festival de la Canción de Eurovisión 2022.

## Discografía

### Álbumes de estudio
| Título     | Detalles                                                                                    | Mejores posiciones en listas |
| Título     | Detalles                                                                                    | NLD                          |
| ---------- | ------------------------------------------------------------------------------------------- | ---------------------------- |
| Snowsniper | - Lanzamiento: 8 de noviembre de 2019 - Discográfica: Noah's Ark - Formatoo: Streaming      | 61                           |
| Vlinder    | - Lanzamiento: 13 de noviembre de 2020 - Discográfica: Noah's Ark - Formatoo: LP, streaming | 5                            |

### EP y miniálbumes
| Título         | Detalles                                                                             |
| -------------- | ------------------------------------------------------------------------------------ |
| Antipsychotica | - Lanzamiento: 27 de octubre de 2017 - Discográfica: Noah's Ark - Formato: streaming |
| Lithium        | - Lanzamiento: 6 de julio de 2018 - Discográfica: Noah's Ark - Formato: streaming    |
| Diamonds       | - Lanzamiento: 14 de marzo de 2019 - Discográfica: Noah's Ark - Formato: streaming   |

### Sencillos

#### Como artista principal
| Título                                                | Año  | Mejores posiciones en listas | Mejores posiciones en listas | Álbum      |
| Título                                                | Año  | NLD (40)                     | NLD (100)                    | Álbum      |
| ----------------------------------------------------- | ---- | ---------------------------- | ---------------------------- | ---------- |
| "Dark Room Filled con Flowers" (as Stien)             | 2016 | —                            | —                            |            |
| "Gucci veter"                                         | 2017 | —                            | —                            |            |
| "Storm"                                               | 2018 | —                            | —                            |            |
| "Hoop" (feat. Jayh)                                   | 2018 | —                            | —                            |            |
| "Ik heb jouw back"                                    | 2019 | —                            | —                            | Diamonds   |
| "Laat mij niet gaan"                                  | 2019 | —                            | —                            | Snowsniper |
| "Alleen"                                              | 2019 | —                            | —                            | Snowsniper |
| "Ogen wennen altijd aan het donker"                   | 2020 | —                            | —                            |            |
| "Love = Drugs" (con Ares)                             | 2020 | —                            | —                            |            |
| "Maria"                                               | 2020 | —                            | —                            | Vlinders   |
| "Achter ramen" (feat. Zwangere Guy)                   | 2020 | —                            | —                            | Vlinders   |
| "Adem je in"                                          | 2021 | 15                           | —                            |            |
| "Adem je in (Remix)" (con Frenna & Kevin)             | 2021 | 15                           | 3                            |            |
| "—" denota que no estuvo en listas en ese territorio. |      |                              |                              |            |

#### Como acompañante
| Título                                                | Año  | Mejores posiciones en listas | Mejores posiciones en listas | Álbum |
| Título                                                | Año  | BEL (FL)                     | NLD (100)                    | Álbum |
| ----------------------------------------------------- | ---- | ---------------------------- | ---------------------------- | ----- |
| "Onderweg" (Bazart feat. S10)                         | 2021 | 13                           | —                            |       |
| "Schaduw" (KA feat. S10)                              | 2021 | —                            | 19                           |       |
| "—" denota que no estuvo en listas en ese territorio. |      |                              |                              |       |

### Sencillos sin álbum
| Título                                                | Año  | Mejores posiciones en listas | Álbum        |
| Título                                                | Año  | NLD (100)                    | Álbum        |
| ----------------------------------------------------- | ---- | ---------------------------- | ------------ |
| "Codes" (Kraantje Pappie feat. S10)                   | 2018 | —                            | Daddy        |
| "Vooruitzicht" (Lijpe feat. S10)                      | 2019 | 49                           | Fastlife     |
| "Ontastbaar" (Sticks feat. Winne & S10)               | 2020 | —                            | Stickmatic   |
| "Alles waard" (Winne feat. S10 & Raw Roets)           | 2020 | —                            | So So Lobi 2 |
| "—" denota que no estuvo en listas en ese territorio. |      |                              |              |

### Álbumes de bandas sonoras
| Título                  | Año  | Álbum           |
| ----------------------- | ---- | --------------- |
| "Bag" (con Kevin & Hef) | 2020 | Mocro Maffia II |

## Premios y nominaciones
| Premio        | Año  | Nominada por... | Categoría   | Resultado | Referencias |
| ------------- | ---- | --------------- | ----------- | --------- | ----------- |
| Premio Edison | 2020 | Snowsniper      | Alternativa | Ganadora  | [ 17 ]      |
| Premio Edison | 2021 | Vlinders        | Alternativa | Nominada  | [ 18 ]      |